# Она видела небо
«Она видела небо» (яп. 空の青さを知る人よ Сора но аоса о сиру хито ё, досл. «О человек, знающий синеву неба», англ. Her Blue Sky) — аниме-фильм студии CloverWorks. Режиссером фильма выступил Тацуюки Нагаи, сценаристом — Мари Окада, дизайнером персонажей и режиссером анимации — Масаёси Танака.
Премьера ленты в Японии состоялась 11 октября 2019 года.

## Сюжет
Родители Аой и Аканэ погибли 13 лет назад. Чтобы заботиться о младшей сестре, Аканэ отказалась от своей мечты переехать в Токио вместе с бойфрендом Синносукэ. С тех пор Аой чувствует себя в долгу перед сестрой. Однажды известный исполнитель песен в жанре энка по имени Данкити приглашает Аой выступить на фестивале, хотя девушка делает лишь первые шаги на музыкальном поприще. Тем временем Синносукэ возвращается в город после долгого отсутствия. Одновременно загадочным образом появляется Синно, который на самом деле является Синносукэ из прошлого, и Аой впервые влюбляется.

## Персонажи
- Аой Айои (яп. 相生 あおい Айои Аой). Озвучена: Сион Вакаяма

Школьница, учится во втором классе старшей школы. Начинающий музыкант благодаря Синно. Всегда думала, что Аканэ не поехала в Токио с Синно из-за нее. Ей примерно 18 лет.
- Аканэ Айои (яп. 相生 あかね Айои Аканэ). Озвучена: Рихо Ёсиока

Замкнутая старшая сестра Аой, взявшая на себя заботу о ней после смерти родителей. Старше Аой на 13 лет. Возраст 31.
- Синносукэ Канамуро (яп. 金室 慎之介 Канамуро Синносукэ) / Синно (яп. しんの). Озвучен: Рё Ёсидзава

Бывший бойфренд Аканэ. Гитарист. 31 год. / Синно — это Синносукэ Канамуро из прошлого, на 13 лет младше.
- Данкити Нитобэ (яп. 新渡戸 団吉 Нитобэ Данкити). Озвучен: Кэн Мацудаира

Известный певец в жанре энка.
- Масацугу Накамура (яп. 中村 正嗣 Накамура Масацугу). Озвучен: Ё Таити

10-летний пятиклассник. Единственный сын Масамити.
Влюблен в Аой, хоть и младше её.
- Масамити Накамура (яп. 中村 正道 Накамура Масамити). Озвучена: Фукуси Отиай

Бывший барабанщик в группе Синносукэ. Одноклассник Аканэ и Синносукэ по старшей школе. В разводе, жена изменяла ему. Влюблён в Аканэ. Есть сын — Масацугу.
- Тика Отаки (яп. 大滝 千佳 О:таки Тика). Озвучена: Ацуми Танэдзаки

Одноклассница Аои. Мечтает завести парня, который бы играл в группе.

## Медиа

### Фильм
Создание фильма было анонсировано 21 марта 2019 креативной командой Super Peace Busters, состоящей из режиссера Тацуюки Нагаи, сценариста Мари Окады и дизайнера персонажей Масаёси Танаки. Кроме того, Танака взял на себя обязанности режиссёра анимации на проекте. Ранее трио совместно работало над аниме «Торадора!», Ano Hi Mita Hana no Namae o Bokutachi wa Mada Shiranai. и The Anthem of the Heart, которые также разворачиваются в городе Титибу, родном городе Окады. С самого начала команда объявила о том, что сюжет сфокусируется на отношениях четверых человек. За производство фильма Her Blue Sky отвечала компания CloverWorks, а также частично Aniplex, Fuji TV, Toho и STORY. Саундтрек написал Масару Ёкояма.
Песню, названную в честь фильма, «Her Blue Sky» (яп. 空の青さを知る人よ Сора но аоса о сиру хито ё), а также завершающую «Mellow Blue» (яп. 葵 Аой) исполнила японская певица Аймён.
Премьера фильма в Японии состоялась 11 октября 2019 года. Дистрибьютором выступала компания Toho. Her Blue Sky в первые выходные после выхода занял 4-е место в японском прокате, заработав 68,5 млн иен за три дня. На 28 октября 2019 года общие сборы составили 440,5 млн.
Фильм вышел на DVD и Blu-ray в Японии 10 июня 2020 года.

### Манга
В июле 2019 года на основе фильма начала выходить цифровая манга Яэко Нинагавы. Она публикуется на сайте Comic Newtype издательства Kadokawa.

## Критика
В 2019 году фильм был номинирован на награды сразу в двух категориях на кинофестивале в Сиджесе — Best Animated Feature Film и Official Fantastic Competition, а в 2020 году — на премию Японской академии в категории «Лучший анимационный фильм года».
Фильм схож с предыдущими произведениями Super Peace Busters не только по той причине, что действия разворачиваются в том же городе. Все работы являются юношескими драмами, приправленными магическим реализмом.